# Gil Gerard
Gil Gerard (Little Rock, Arkansas, 23 de janeiro de 1943) é um ator estadunidense.

## Biografia
Acadêmico da Universidade Central do Arkansas, ficou famoso como Buck Rogers no seriado Buck Rogers no Século 25 e no papel de Jake Rizzo, no seriado Sidekicks. Tem um filho, Gib Gerard, e foi casado com Bobi Leonard, de 1987 a 1989.